# Try Me, I Know We Can Make It
Try Me, I Know We Can Make It è un singolo della cantautrice statunitense Donna Summer, il secondo estratto dall'album in studio A Love Trilogy, pubblicato il 17 maggio 1976 dall'etichetta Casablanca Records.

## Descrizione
Il trio Summer/Moroder/Bellotte aveva già pronto il seguito: Try Me, I Know We Can Make It, il quale è composto da coretti, incastri d'archi e un motivetto di xilofono. La canzone viene pubblicata nell'album A Love Trilogy sotto forma di suite della durata di 18 minuti, la quale fu realizzata in soli tre giorni. Occupava 4 melodie ben distinte in stile disco (Try me, I Know, We Can Make it e Try me, I Know We Can Make it).
La canzone ripeté l'exploit commerciale dei singoli precedenti. Donna Summer era ormai diventata popolarissima grazie alla sua immagine sexy ed accattivante, ottenendo anche il titolo di "First Lady of Love" ("Primadonna dell'amore").

## Tracce
1. Try Me, I Know We Can Make It – 4:35 (Pete Bellotte - Giorgio Moroder - Donna Summer)
2. Wasted – 5:09 (Pete Bellotte - Giorgio Moroder)

## Classifiche
| Classifica (1976)        | Posizione più alta |
| ------------------------ | ------------------ |
| Australia                | 9                  |
| Austria                  | 15                 |
| Canada                   | 7                  |
| Francia                  | 6                  |
| Germania                 | 7                  |
| Italia                   | 5                  |
| Regno Unito              | 4                  |
| Svizzera                 | 10                 |
| U.S: Billboard Hot 100   | 4                  |
| U.S: Hot Dance Club Play | 1                  |